# Letlive.
Letlive. was een Amerikaanse posthardcoreband afkomstig uit Los Angeles, Californië. De band was actief van 2002 tot 2017.

## Biografie
Letlive. werd in 2002 opgericht door zanger Jason Aalon Butler, drummer Alex Haythorn, gitarist Ben Sharp and bassist Christian Johansen. In 2003 bracht de band via One Records haar debuut EP Exhaustion, Salt Water, and Everything in Between uit. Hierna onderging de band de eerste wisseling in haar bezetting met het vertrek van Haythorne en Johansen. Door de jaren heen zouden er nog veel veranderingen komen in de bezetting van de band, met Butler als enige constante factor.
De band tekende in 2009 een contract met Tragic Hero Records en bracht via dit label ook haar tweede album Fake History uit in 2010. In 2011 werd de band getekend door Epitaph Records, nadat labelbaas Brett Gurewitz over de band was getipt door Bring Me the Horizon frontman Oliver Sykes, die hen een keer had zien optreden. Epitaph bracht Fake History opnieuw uit, ditmaal met drie nieuwe nummers waarvan er een geproduceerd was door Brett Gurewitz. In 2011 toerde de band veelvuldig, zo waren zij onder andere op het Download Festival en Leeds Festival, en waren ze de support-act van de Europese tour van Enter Shikari. In de verenigde staten toerden ze als support-act voor Underoath en August Burns Red. In 2013 bracht de band het album The Blackest Beautiful uit. Het album verkocht meer dan 5000 kopieën in de Verenigde Staten alleen. 
Op 28 april 2017 kondigde de band haar afscheid aan. Butler, de enige stabiele factor in het 15-jarig bestaan, kondigde een nieuw project Fever 333 aan, een band die hij samen met The Chariot gitarist Stephen Harrison en Night Verses drummer Aric Improta zou gaan formeren.

## Bezetting
Laatste line-up
- Jason Aalon Butler – leidende vocalen (2002–2017)
- Ryan Jay Johnson – bas, achtergrondvocalen (2005–2017)
- Jeff Sahyoun – gitaar, vocalen (2009–2017), keyboards (2015–2017)
- Loniel Robinson – drums, percussie (2013–2017)

Voormalige leden
- Keeyan Majdi – slaggitaar (2002–2003)
- Alex Haythorn – drums, percussie (2002–2004)
- Christian Johansen – bas (2002–2005)
- Ben Sharp – leidende gitaar (2002–2007)
- Craig Sanchez – slaggitaar (2003–2005)
- Adam Castle – drums, percussie (2004–2007)
- Omid Majdi – slaggitaar (2005–2007)
- Brenden Russel – leidende gitaar (2007–2009)
- Anthony Paul Rivera – drums, percussie (2007–2012)
- Jean Francisco Nascimento – gitaar, percussie, keyboards, achtergrondvocalen(2007–2014)

Tijdlijn

## Discografie
Studioalbums
- Speak Like You Talk (2005, One Records)
- Fake History (2010, Tragic Hero)
- The Blackest Beautiful (2013, Epitaph)
- If I'm the Devil... (2016, Epitaph)

Ep's
- Exhaustion, Salt Water, and Everything in Between (2003, One Records)